# Speyeria nevadensis
Speyeria nevadensis is een vlinder uit de familie van de Nymphalidae. De wetenschappelijke naam van de soort is voor het eerst geldig gepubliceerd in 1871 door William Henry Edwards.